# 6人の人物の前に現れる無原罪の聖母
『6人の人物の前に現れる無原罪の聖母』（ろくにんのじんぶつのまえにあらわれるむげんざいのせいぼ、仏: L'Apparition de la Vierge Immaculée à six personnages, 英: The Apparition of the Imaculate Conception to Six Figures）、または『無原罪の御宿りの聖母と6人の祈る人物』（むげんざいのせいぼとろくにんのいのるじんぶつ、仏: La Vierge de l'Immaculée Conception avec six figures d'hommes en prière）は、スペインのバロック絵画の巨匠バルトロメ・エステバン・ムリーリョが1662–1665年ごろにキャンバス上に油彩で制作した絵画である。元来、セビーリャのサンタ・マリア・ブランカ (Santa María la Blanca) 教会にあった作品であるが、ナポレオン戦争中にニコラ＝ジャン・ド・デュ・スールト将軍により略奪され、現在、パリのルーヴル美術館に所蔵されている。

## 作品

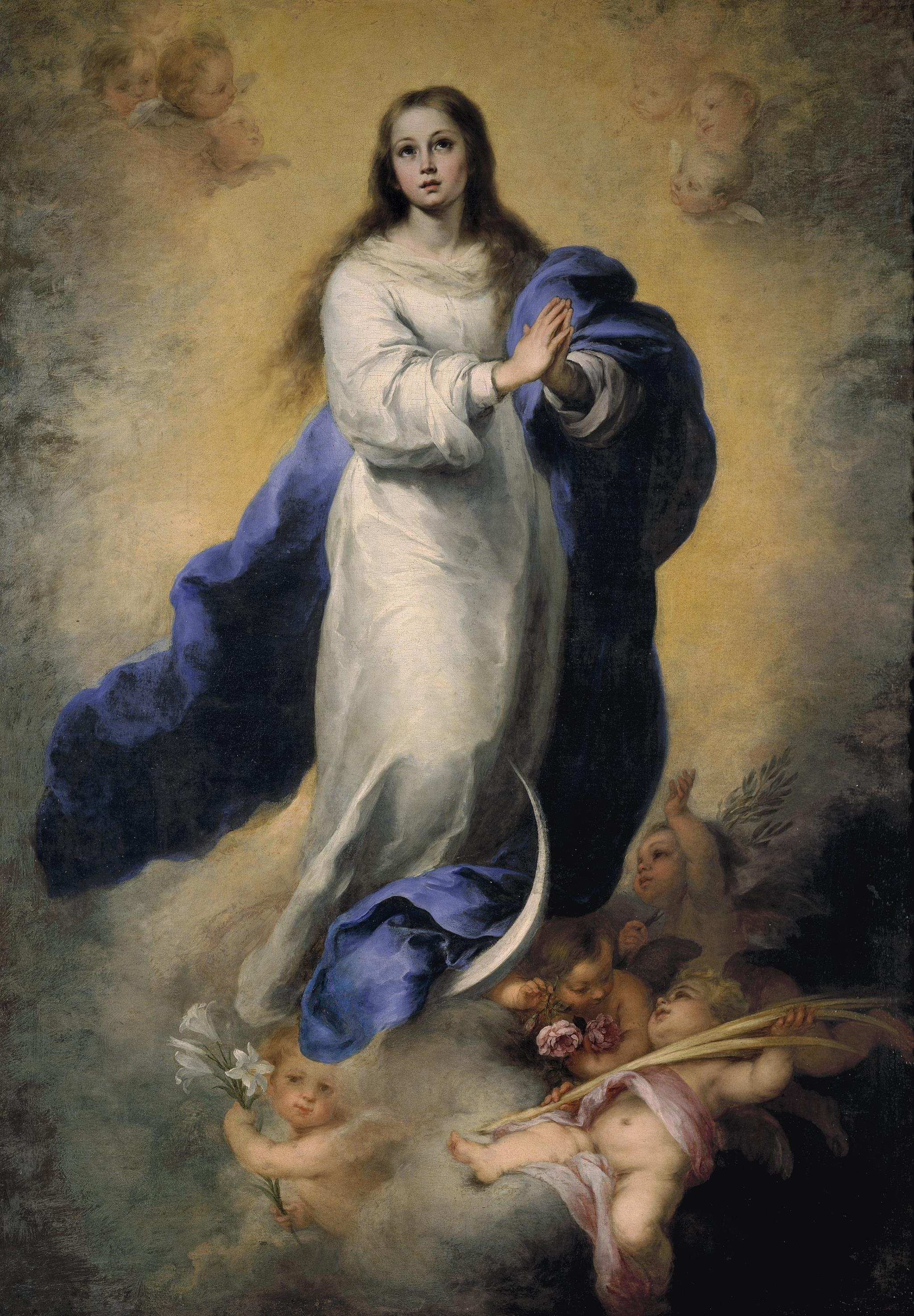
ムリーリョ『エル・エスコリアルの無原罪の御宿り』 (1660-1665年)、プラド美術館、マドリード

カトリックの対抗宗教改革によって発せられた綱領によれば、神聖な人物は一般の人の近くに現れる。本作の鑑賞者と聖母マリアとの関係は、画面左前景にいる人物たちによって確立される。その中の後ろ向きに描かれている男の手は、神の空間から人間の空間への移行を示している。画面中央から右側は半透明のオレンジ色の背景の中に智天使が群れていることから、神聖な空間であることが示されている。一方、左側の信者の空間では遠近法の規則が尊重されている。彼らはサンタ・マリア・ブランカ教会のあった教区の司祭らの姿であるが、こうした描写はフランシスコ・デ・スルバランがよく用いた手法である。
ムリーリョは「無原罪の御宿り」の図像の大成者として知られ、この主題による作品を数多く残した。「無原罪の御宿り」とは、聖母が神の恵みの特別なはからいによって、原罪の汚れと穢れを存在のはじめから一切受けていなかったとする、カトリック教会における教義である。聖母は華奢な乙女として描かれ、跪くような仕草で三日月の上に身体を載せており、魂の高揚を掻き立てるにふさわしい表現となっている。しかし、このように聖母が鑑賞者の近くにいるという感覚は絶対的なものはない。雲の間を舞う天使たちは巻物を持っているが、そこには「最初より神は聖母を愛された」という銘文がラテン語で書かれており、それは聖職者だけが説明できる事柄だからである。
信者への神の顕現が流行したことをよく示す本作は、17世紀にカトリック教会によって注文された偉大な宗教的作品がどのようなものであったかを示す好例である。のびのびとした筆致、金色の輝く雲、やわらかい純白の聖母の衣の描写などは、1650年代後半に飛躍を遂げたムリーリョの画風が頂点にまで達したことを示している。